# Зимни олимпийски игри 1936
Четвъртите зимни олимпийски игри се провеждат в Гармиш-Партенкирхен, Германия от 6 до 16 февруари 1936 г. Другите градове кандидатирали се за домакинство са Монреал и Санкт Мориц. Същата година немците провеждат и летни олимпийски игри в Берлин.
Решението за провеждането на Олимпиадата в Гармиш-Партенкирхен е взето между 7 и 11 юни на 30. Конгрес на Международния олимпийски комитет във Виена. 
Олимпийските игри са повод съседните градове Гармиш и Партенкирхен да се обединят в Гармиш-Партенкирхен на 1 януари 1935 година.  Те са едни от най-скандалните, защото Националсоциалистическа Германия организира летните и зимните игри в една година. Гармиш-Партенкирхен получава домакинството след като Франция отказва да организира игрите. 
На 14 януари 1934 година е открит новопостроен улей за бобслей на Рийсерзе.  На 25 февруари същата година на конгрес на Международната федерация по ски в Солефтео е взето решение в Гармиш-Партенкирхен да се проведат за първи път на зимни олимпийски игри състезания по ски алпийски дисциплини – комбинация (спускане и двуманшов слалом) за мъже и жени.  На 6 януари 1935 година се провежда първото състезание на модернизираната олимпийска шанца.  На 10 ноември същата година е открит олимпийския зимен стадион. 
Тези зимни олимпийски игри са дебютни за България, която е представена от осем скиора в алпийските и северните дисциплини. 
За първи път на зимни олимпийски игри гори олимпийски огън. 

## Рекорди
- Ивар Балангруд печели злато на 500, 5000 и 10 000 метра бързо пързаляне с кънки, а на 1500 метра грабва среброто.
- Норвежката Соня Хени печели за трети пореден път златото във фигурното пързаляне. Рекордът и за най-млад златен медалист се задържа 74 години. След края на игрите става актриса в Холивуд.

## Медали
| Класиране по медали |                   |       |        |       |      |
| Място               | Държава           | Злато | Сребро | Бронз | Общо |
| 1                   | Норвегия          | 7     | 5      | 3     | 14   |
| 2                   | Нацистка Германия | 3     | 3      | 0     | 6    |
| 3                   | Швеция            | 2     | 2      | 3     | 7    |
| 4                   | Финландия         | 1     | 2      | 3     | 6    |
| 5                   | Швейцария         | 1     | 2      | 0     | 3    |
| 6                   | Австрия           | 1     | 1      | 2     | 4    |
| 7                   | Великобритания    | 1     | 1      | 1     | 3    |
| 8                   | САЩ               | 1     | 0      | 3     | 4    |
| 9                   | Канада            | 0     | 1      | 0     | 1    |
| 10                  | Франция           | 0     | 0      | 1     | 1    |

## Спортове
В програмата са включени състезания по бобслей, бързо пързаляне с кънки, северна комбинация, ски алпийски дисциплини, ски бягане, ски скокове, фигурно пързаляне и хокей на лед.
| - Бобслей (детайли) - Бързо пързаляне с кънки (детайли) - Северна комбинация (детайли) - Ски алпийски дисциплини (детайли) | - Ски бягане (детайли) - Ски скокове (детайли) - Фигурно пързаляне (детайли) - Хокей на лед (детайли) |

Демонстративни спортове на олимпийските игри в Гармиш-Партенкирхен са военен патрул и айсщок. 

## Българско участие
За първи път на зимна олимпиада се появяват и българи, които се състезават в алпийските и северните дисциплини. Те са Борислав Йорданов, Асен Цанков, Боян Димитров, Христо Кочов, Иван Ангелаков, Димитър Костов и Рачо Жеков.
В бягането на 18 км Христо Кочов е 53-ти, а щафетата 4 x 10 км (Кочов, Ангелаков, Костов, Жеков) е 15-а, предпоследна.
Водач на делегацията е Димитър Ганев. 